# Communauté juive d'Esens

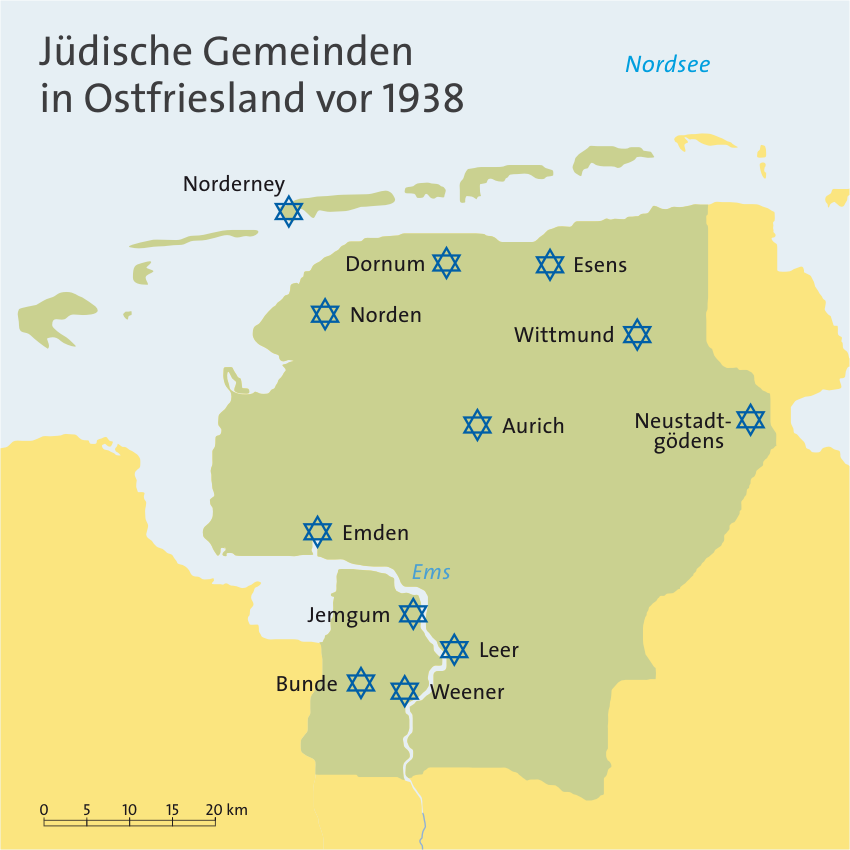
Communautés juives de Frise orientale avant 1938

La communauté juive d'Esens est une ancienne communauté juive de Frise orientale qui a perduré 300 ans entre le xVIIe et la première moitié du XXe siècle. Elle disparaît le 31 juillet 1941, date de la dissolution de l'association cultuelle israélite par l'administration nazie.

## Histoire

### DuXVIIIesiècleà 1744

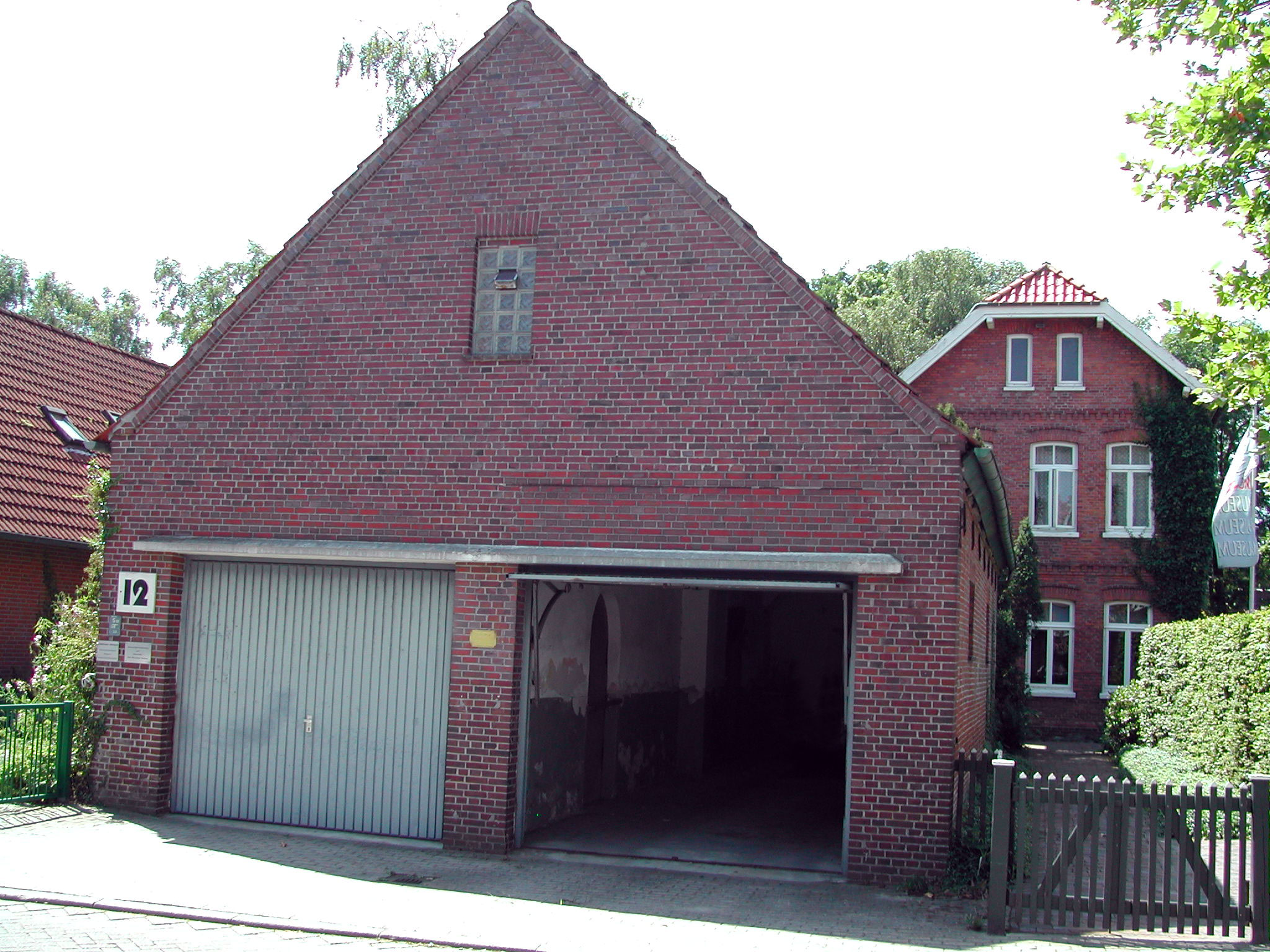
Ancienne synagogue d'Esens avec le bâtiment de l'école juive (au fond). Le bâtiment de la synagogue a été transformé en garage.

On ne trouve pas de document attestant de la présence de familles juives à Esens avant 1600, date à laquelle la région du Harlingerland, jusqu'alors indépendante est rattachée à la Frise orientale. Le premier Juif mentionné nommément à Esens est Magnus Phibelmans. Il est inscrit en 1637 au registre des Judenregal, taxe versée aux comtes de Frise orientale pour assurer la protection des juifs. Phibelmans avait déménagé depuis la ville d'Emden, où l'impôt réclamé était nettement plus élevé qu'à Esens. L'année exacte de fondation de la communauté israélite d'Esens reste inconnue.
Les Juifs de la ville provenaient de la communauté de Wittmund, au nord-ouest de la Basse-Saxe. En effet, les Juifs d'Esens enterraient leurs morts dans le cimetière israélite de Wittmund jusqu'en 1702 et participaient à son entretien.
En 1645, il y avait 32 sujets juifs à Esens, qui formaient le noyau de la communauté. La lettre de sauf-conduit général délivrée par le comte Ulrich II en 1645 permettait aux israélites de Frise orientale de vivre selon leur propre loi. Un premier incident s'est produit en 1665 lorsque des membres de la guilde des commerçants ont fait irruption dans les maisons des commerçants juifs et les ont pillées. En 1792, il y eut à nouveau des émeutes contre les citoyens juifs à cause du bruit fait durant la célébration de la fête de Pourim.
Les fidèles avaient agité des crécelles, dans la ville, au retour de la synagogue pour célébrer la défaite de l'ennemi archétypal des Juifs, Haman. Une partie de la population chrétienne d'Esens s'est alors sentie visée par les juifs. Cependant, à cette époque, les actes antisémites restent exceptionnels.
En 1670, la princesse Christine Charlotte fit rédiger une lettre de sauf-conduit général, disposant que les Juifs étaient autorisés à tenir, chez eux ou dans leurs synagogues, des offices. À partir de 1686 et jusqu'à la construction de la synagogue en 1828, les offices se déroulaient dans une salle louée à cet effet. De plus, les Israélites étaient autorisés à enterrer les morts selon leurs rites.
La tolérance religieuse des comtes et princes de Frise orientale donnait lieu au paiement d'une taxe dont le montant pouvait s'élever jusqu'à 4 thalers et un chapon par famille. À la fin de la période princière, la plupart des Juifs vivaient de la boucherie, du commerce du textile ou du colportage, quelques-uns seulement du commerce de l'argent ou du prêt sur gage. Ce sont des professions qui n'étaient pas interdites aux Juifs, car elles ne dépendaient pas de guildes.
En 1677, la princesse Christine Charlotte de Frise orientale autorise un juif du nom de Magnus Bents à travailler comme "fabricant de fenêtres". Le métier de vitrier et fabricant de fenêtres apparaît et le droit de l'exercer devient héréditaire. Ses descendants l'exercent toujours à l'heure actuelle.

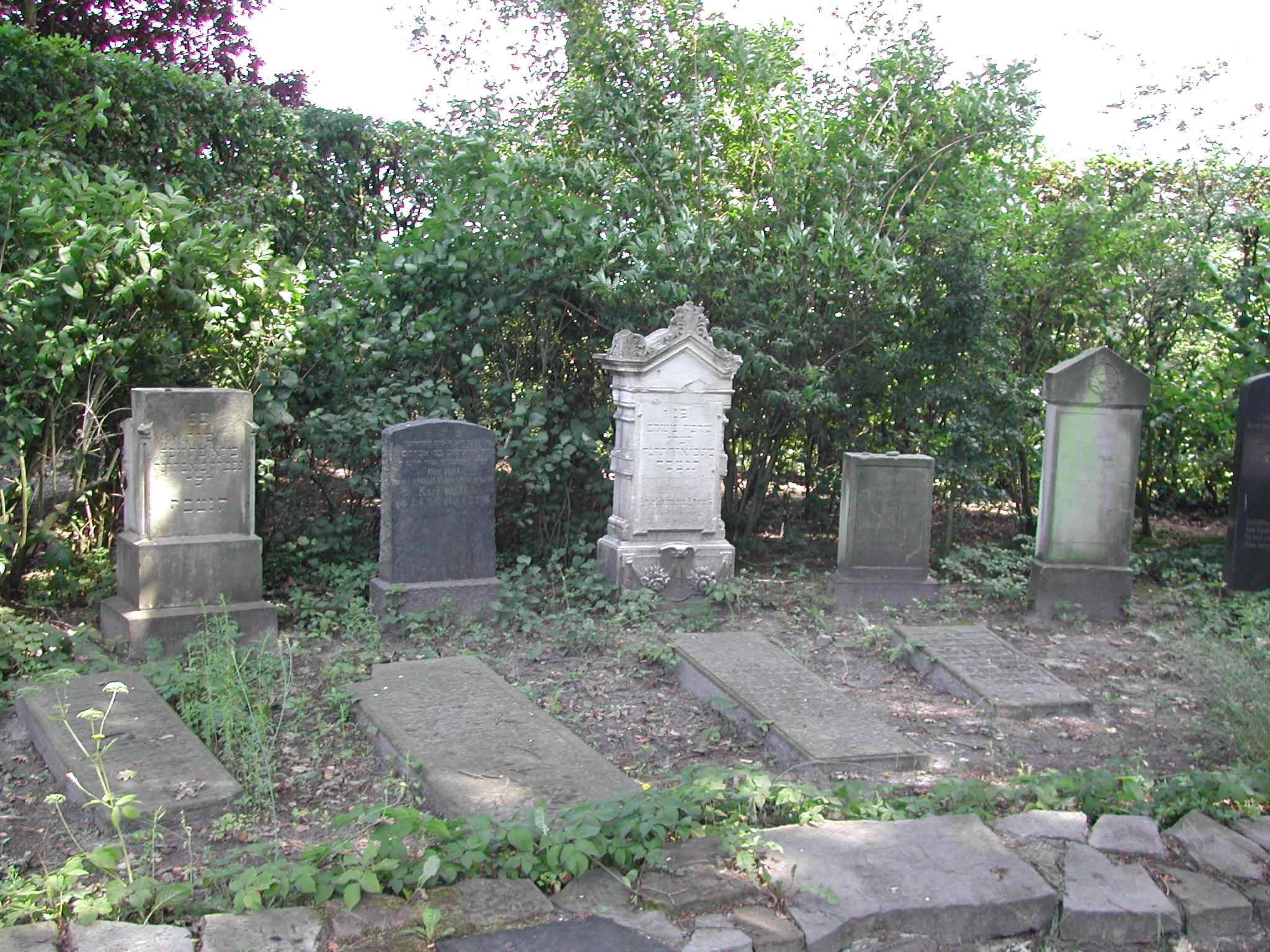
Le cimetière juif d'Esens

Vers 1690, le cimetière juif de Wittmund était entièrement occupé. Dès lors, à la suite d'un décret du prince Christian Eberhard de 1690, les communautés israélites de Frise orientale doivent chacune créer leurs propres cimetières sur leur lieu de résidence. En 1701, deux anciens de la communauté d'Esens, Moses Benjamin et David Josephs, achètent un jardin, mais la chancellerie d'Esens empêche l'inhumation dans cette propriété d'un enfant qui meurt peu après. Début février 1702, la communauté d'Esen achète un autre terrain, situé à l'époque « loin de la ville ». C'est probablement le cimetière juif de Mühlenweg qui a survécu jusqu'à nos jours. Avec ce nouveau cimetière, la communauté se sépare définitivement de la communauté israélite de Wittmund.

### De 1744 à 1830: période d'expansion
Dès le milieu du XVIIIe siècle, la communauté d'Esens prévoit de construire sa propre synagogue et, à partir de 1756, elle négocie avec le maire de la ville. Celui-ci est prêt à fournir un terrain. Cependant, à la suite de la guerre de Sept Ans, la communauté s'est tellement appauvrie qu'elle reporte le projet de construction jusqu'en 1827. Une synagogue est alors construite sur la Burgstrasse. Elle est utilisée à partir du 15 août 1827 et inaugurée en Février 1828. Le bâtiment sert de lieu de culte jusqu'au pogrom de novembre 1938.
En 1819, les juifs d'Esens achètent un bâtiment servant d'école juive et d'appartement pour l'enseignant. Avant cela, les enfants étaient scolarisés dans des espaces privés. En 1827, une nouvelle école, avec un appartement pour le shamash (bedeau) est construite derrière la synagogue, sur la Burgstrasse.
La communauté israélite d'Esens compte à son apogée, en 1840, 124 personnes, soit environ 6% de la population totale de la ville.

### Du milieuXIXesiècleà larépublique de Weimar
En 1858, à l'occasion d'un agrandissement du cimetière, celui-ci est clôturé et pourvu d'un portail d'entrée. Le portail est remisé dans la synagogue pendant l'hiver, les années suivantes, de peur qu'il « ne soit gâté ou ruiné par des méchants ».
En 1864, la chanteuse d'opéra Sara Oppenheimer, native d'Esens, doit donner un concert à Esens dans l'église luthérienne St. Magnus, la représentation est annulée à la suite d'objections des antisémites.
L'école est démolie en 1899 en raison de sa vétusté. À la place, les Juifs d'Esen construisent un centre communautaire doté d'un appartement pour le rabbin, d'une salle de classe et d'un mikvé (bain rituel). Les réunions communautaires se tiennent également dans ce bâtiment. En moyenne, 10 à 15 enfants toutes sections confondues fréquentent l'école primaire juive, où ils étudient ensemble dans une classe unique. La salle de classe est séparée des autres pièces et accessible par une porte donnant dans l'antichambre.
En 1870, de nouvelles lois accordent des droits civils aux Juifs de la Frise orientale. En 1872, les Juifs de Westaccumersiel quittent la communauté d'Esens et se rattachent à celle de Dornum. Les dernières formes (légales) de discrimination sont supprimées à la fin de la Première Guerre mondiale. Désormais, les Juifs d'Esen peuvent être élus au conseil municipal ou devenir membres d'une association. Ainsi, des Juifs deviennent membres du club de tir local et d'autres clubs. En 1902, le Schützenkönig (de) est issu de leurs rangs. De 1919 à 1933, des Juifs siègent au conseil municipal.
En 1927, l'école primaire juive d'Esens est fermée faute d'élèves en nombre suffisant. Dès lors, les quelques enfants juifs fréquentent l'école élémentaire publique ou le collège d'Esens. Cependant, ils continuent à recevoir leur instruction religieuse dans l'ancienne salle de classe.
Sur le plan économique, les membres de la communauté commencent à prospérer. Vers 1930, on trouve deux grands magasins textiles juifs à Esens, Julius Frank Wwe.u. Co. et frères et sœurs Weinthal.

### La montée du nazisme
En 1933, à l'arrivée au pouvoir des nationaux-socialistes, les persécutions débutent pour les Juifs d'Esens. Immédiatement après l'élection du nouveau conseil municipal, il est décidé d'interdire aux Juifs de passer des commandes pour les livraisons à la ville. Deux mois après la prise du pouvoir d'Hitler, soit quatre jours plus tôt que dans les autres régions du Reich allemand, le boycott des magasins juifs commence en Frise orientale. Le 28 Mars 1933 la SA se positionne devant les boutiques. Le quotidien local (Ostfriesische Tageszeitung) tire plusieurs hors-séries sous le titre:« Les Juifs sont notre malheur ». Sous le titre « Citoyens allemands, n'achetez pas dans les magasins juifs suivants », le journal répertorie tous les magasins tenus par des Juifs existantt encore en Frise orientale. Le 12 avril 1933, le quotidien de Frise orientale d'Esens rapporte : « Les Juifs n'ont pas leur place dans les clubs de tir allemands. Lors de l'assemblée générale, tous les étrangers, y compris les juifs, ont été exclus ».
La dernière inhumation au cimetière juif a lieu le 10 Mars 1938. Dural la nuit de Cristal, le 10 novembre 1938, des hommes de la section SA d'Esens font irruption dans la synagogue, détruisent l'intérieur et incendient le bâtiment. Les pompiers présents limitent leur action à la protection des maisons voisines conformément aux instructions reçues. Le bâtiment incendié est transformé en garage, fonction qu'il a conservé à ce jour. De plus, le magasin textile "Geschwister Weinthal" est pillé. Les Juifs d'Esens sont regroupés par les SA dans un parc à bestiaux près de la mairie et maltraités. Au cours de la matinée, les femmes, enfants et hommes ne pouvant pas travailler sont libérés, de sorte que 56 hommes sont transférés à Oldenburg avec environ 200 autres Juifs de la région. Après avoir été parqués un temps dans une caserne, ils sont ensuite déportés vers le camp de concentration de Sachsenhausen au nord de Berlin, où ils sont emprisonnés jusqu'au début de l'année 1939, avant d'être finalement relâchés.
Le centre communautaire voisin est resté indemne durant la nuit de Cristal. En 1938-1940, il devient une maison juive où plusieurs familles trouvent refuge après avoir été obligées de vendre leurs biens fonciers. Ceux qui ne peuvent plus émigrer sont déportés vers l'Est et terminent dans des camps d'extermination. L'ancien centre communautaire juif est vendu à un particulier après 1940. La plupart des pierres tombales du cimetière, dévasté en 1940, sont utilisées pour combler les nids-de-poule lors des travaux de réparation de la voirie.

### Exode forcé des derniers juifs d'Esens début 1941
La communauté juive est constituée en association cultuelle, en novembre 1939, sous le nom de Jewish Kultusvereinigung e. V. et enregistrée auprès du Tribunal de Grande Instance d'Esens. Sur demande des administrateurs du district de Frise orientale et des autorités municipales de la ville d'Emden, le siège de la Gestapo à Wilhelmshaven publie une instruction fin janvier 1940, selon laquelle les Juifs de Frise orientale doivent être expulsés avant le 1er avril 1940. Le 9 mars 1940, les derniers résidents juifs d'Esens déclarent leur départ auprès de l'administration municipale, après quoi Esens est déclarée « libre de Juifs ». le 31 juillet 1941, la Kultusvereinigung juive e. V. et dissoute, refermant ainsi 300 ans d'histoire de la communauté juive d'Esens. fin. Au moins quarante  des cent trente neuf Juifs vivant de façon permanente ou temporaire à Esens entre 1933 et le printemps 1944 ont péri dans la Shoah. Cinquante-six ont émigré hors d'Allemagne, principalement aux États-Unis, en Argentine et en Israël.

### Période d'après-guerre

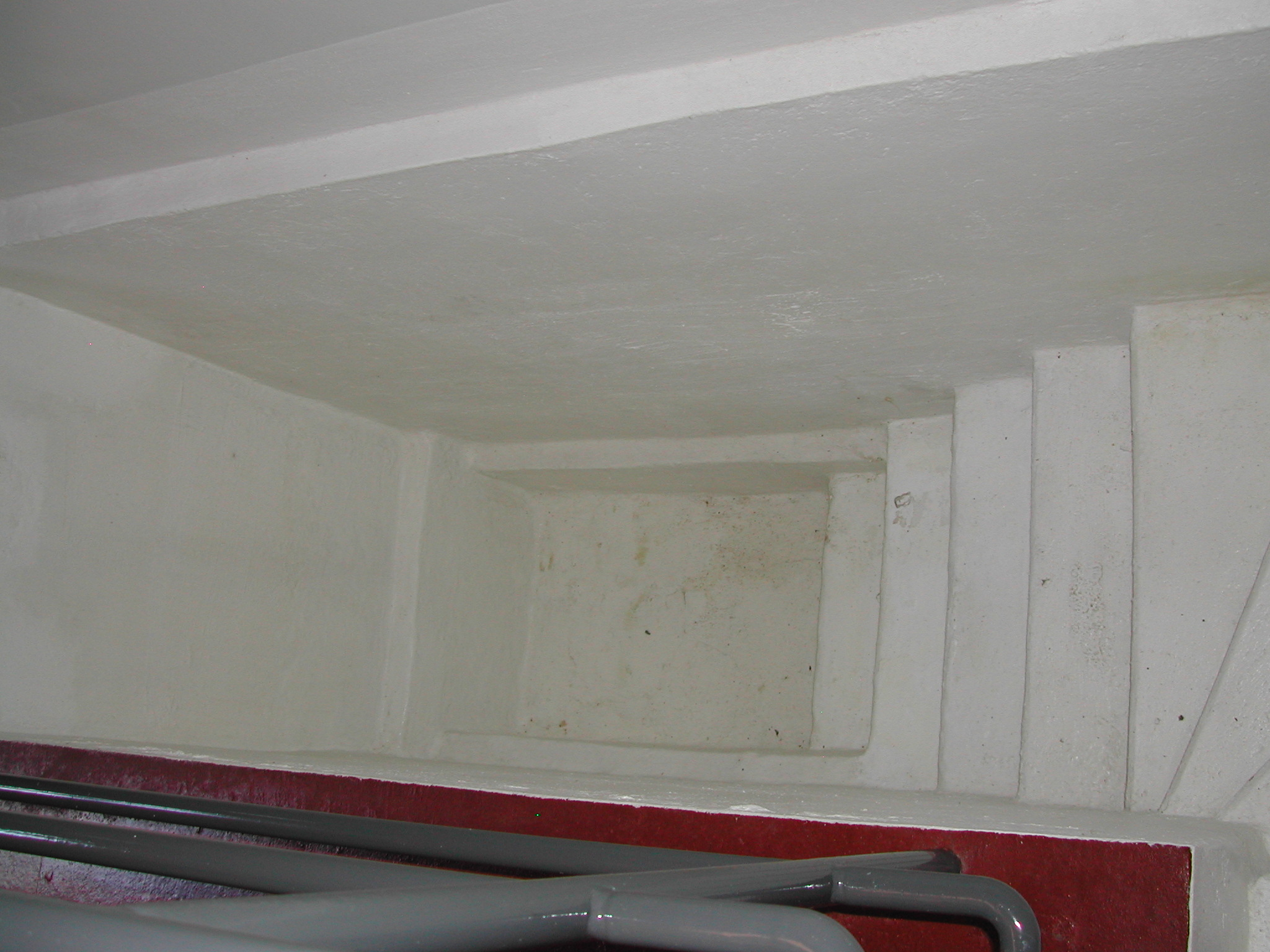
Mikvé découvert lors de travaux de restauration

En 1949, les principaux responsables des pogroms d'Esens de novembre 1938 sont inculpés. Le procès se tient à l'auberge "Zum Schwarzen Bären" et les prévenus écopent de peines de prison de six semaines à un an.
En 1985, la ville d'Esens rachète l'ancien bâtiment de l'école juive pour le démolir et créer des parkings à la place. Le groupe de travail œcuménique juifs et chrétiens d'Esen réussit à conserver la maison, construit un monument mémoriel et organise une exposition sur l'histoire récente des Juifs à Esen. Lors de la restauration de la maison, le mikvé entièrement conservé de la communauté juive est redécouvert. Le 29 août 1990, le mémorial est ouvert au public sous le nom de August Gottschalk House.

## Recensements communautaires
| Année       | paroissiens   |
| ----------- | ------------- |
| 1645        | 32 personnes  |
| 1690        | 8 familles    |
| 1707        | 73 personnes  |
| 1711        | 94 personnes  |
| 1744        | 87 personnes  |
| 1816        | 105 personnes |
| 1840        | 124 personnes |
| 1871        | 118 personnes |
| 1905        | 89 personnes  |
| 1925        | 76 personnes  |
| 1933        | 80 personnes  |
| 1939        | 30 personnes  |
| 1940 9 Mars | 0 personnes   |

## Monuments commémoratifs

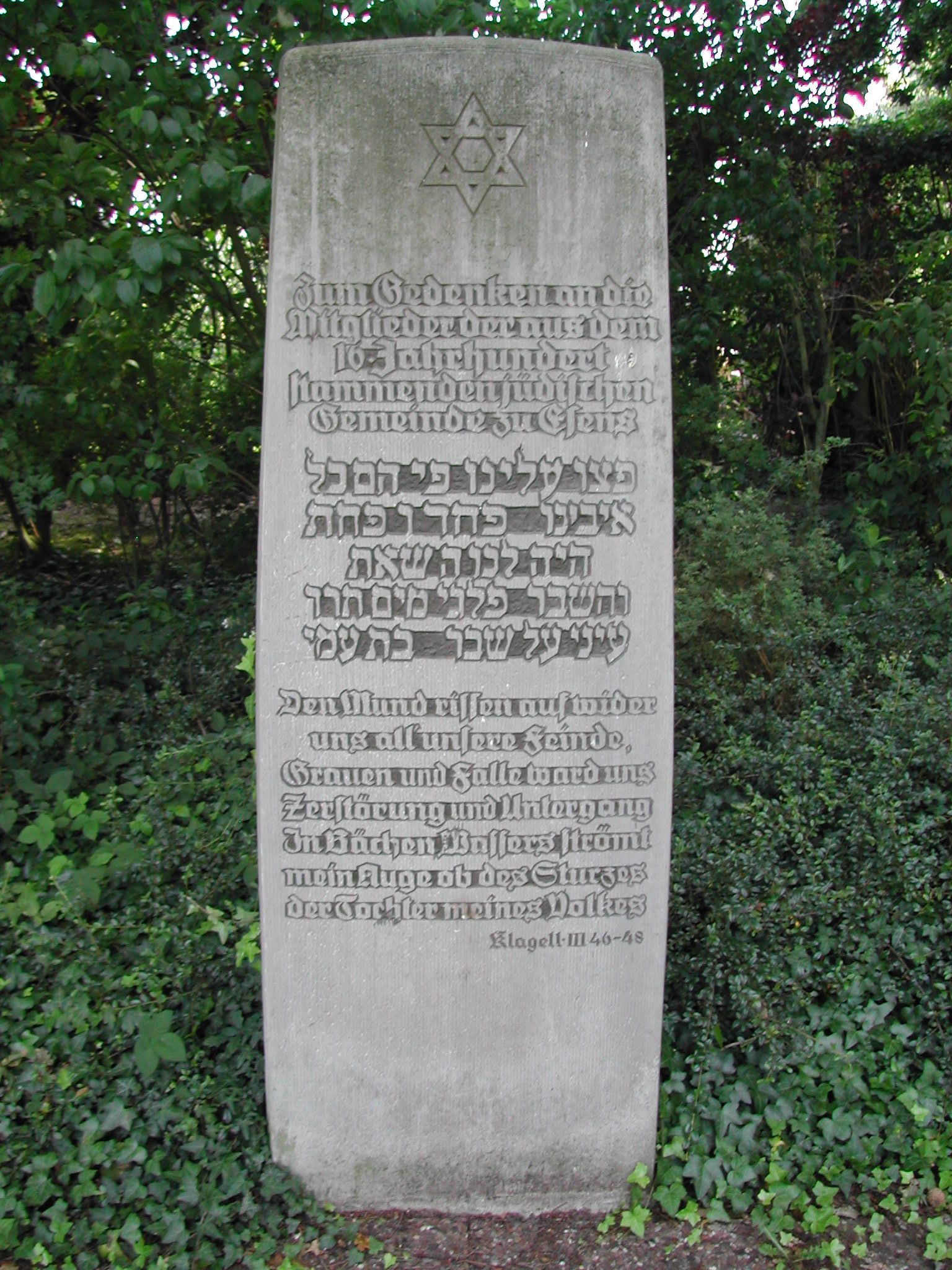
Pierre commémorative sur le site de l'ancien cimetière

- Pierre commémorative sur le site de l'ancien cimetière du Mühlenweg.
- Pierre commémorative de la synagogue incendiée de la Burgstrasse.
- Mémorial avec une exposition permanente sur l'histoire des Juifs de la Frise orientale dans l'August-Gottschalk-Haus, l'ancien centre communautaire juif[4].
- La ville d'Esens compte deux rues portant le nom d'anciennes familles et personnalités juives, Weinthalslohne et Siegfried-Herz-Lohne.

### Liens web
- Voyage en Frise orientale juive, Editeur : Ostfriesische Landschaft - Kulturagentur, Aurich 2013 ; p. 19-21.

### Autres Références
1. 1 2 3  Herbert Obenaus (Hrsg.): Historisches Handbuch der Jüdischen Gemeinden in Niedersachsen und Bremen  (ISBN 3-89244-753-5).
2. 1 2  « Die Synagoge in Esens (Kreis Wittmund, Niedersachsen) », sur www.alemannia-judaica.de (consulté le 20 août 2022)
3. ↑  Alemmania Judaica: Der jüdische Friedhof in Esens
4. ↑  (de) zeilenabstand, « Startseite », sur August-Gottschalk-Haus (consulté le 20 août 2022)

- GND